# Victor Löw
Victor Arthur Löw (Amsterdam, 25 agosto 1962) è un attore olandese.
È figlio dell'attore e regista Bob Löwenstein (vero nome Daniël Friedrich Löw) e dell'attrice Wieke Haitsma Mulier, e fratello dell'attore e cantante Ernst Löw.

## Biografia
Dopo essersi formato presso lo Studio Herman Teirlinck di Anversa, Victor Löw recita per alcuni anni con la compagnia teatrale di Luk Perceval e la Blauwe Maandag Compagnie ed esordisce al cinema nel 1992, con un piccolo ruolo in De noorderlingen di Alex van Warmerdam. A metà degli anni novanta arrivano i primi ruoli importanti e la partecipazione a film come L'albero di Antonia (1995) e Character - Bastardo eccellente (1997), entrambi premiati con l'Oscar al miglior film straniero.
La popolarità di Löw aumenta, grazie anche alla presenza in diverse produzioni televisive, e nel 1998 riceve lo Shooting Stars Award dalla European Film Promotion durante la 48ª edizione del Festival di Berlino. Due anni dopo recita nel thriller Lek di Jean van de Velde, ottenendo il Gouden Kalf come miglior attore al Film Festival dei Paesi Bassi.
Tra gli altri ruoli interpretati ci sono quelli dell'allenatore Arjan Duivendrecht nella prima stagione della serie Voetbalvrouwen (2007), di Johan nel controverso Trage liefde (2007) e del diplomatico Cornelis Jan Witsen nella miniserie Rembrandt en ik (2011).
Victor Löw continua ad essere attivo anche in teatro, dove ha recitato in opere quali Il prezzo di Arthur Miller, Qualcuno volò sul nido del cuculo di Dale Wasserman, Door de bank genomen e De val van een super-man del collettivo De verleiders.

### Vita privata
È legato sentimentalmente alla hair stylist Marieke Kieft, conosciuta a teatro nel 2012 durante la lavorazione di Chi ha paura di Virginia Woolf? di Edward Albee. In precedenza è stato sposato con l'attrice olandese Mirjam de Rooij, dalla quale ha avuto il figlio Gilliam.

## Filmografia

### Cinema
- De noorderlingen, regia di Alex van Warmerdam (1992)
- De drie beste dingen in het leven, regia di Ger Poppelaars (1992)
- Papa Fred, regia di Gert Embrechts (1992) – Cortometraggio
- Het schaduwrijk, regia di Kees Hin (1993)
- De Flat, regia di Ben Verbong (1994)
- L'albero di Antonia (Antonia), regia di Marleen Gorris (1995)
- Character - Bastardo eccellente (Karakter), regia di Mike van Diem (1997)
- Temmink: The Ultimate Fight, regia di Boris Paval Conen (1998)
- Het 14e kippetje, regia di Hany Abu-Assad (1998)
- Abeltje, regia di Ben Sombogaart (1998)
- No Trains No Planes, regia di Jos Stelling (1999)
- L'inizio della vita (Missing Link), regia di Ger Poppelaars (1999)
- Do Not Disturb - Non disturbare (Do Not Disturb), regia di Dick Maas (1999)
- Rent a Friend, regia di Eddy Terstall (2000)
- Assolutamente famosi (Iedereen beroemd!), regia di Dominique Deruddere (2000)
- Lek, regia di Jean van de Velde (2000)
- Babs, regia di Irma Achten (2000)
- Costa!, regia di Johan Nijenhuis (2001)
- Flicka, regia di Guido van Gennep e Marco Vermaas (2001) – Cortometraggio
- SuperTex, regia di Jan Schütte (2003)
- De zusjes Kriegel, regia di Dirk Beliën (2004)
- Stille Nacht, regia di Ineke Houtman (2004)
- Ver weg, regia di Jan Doense (2004) – Cortometraggio
- Floris, regia di Jean van de Velde (2004)
- Het mysterie van de sardine, regia di Erik van Zuylen (2005)
- Voor een paar knikkers meer, regia di Jelmar Hufen (2006) – Cortometraggio
- Trage liefde, regia di Boudewijn Koole (2007)
- The Box Collector, regia di John Daly (2008)
- Popo, regia di Richard Raaphorst (2008) – Cortometraggio
- Reykjavík-Rotterdam, regia di Óskar Jónasson (2008)
- Radeloos, regia di Dave Schram (2008)
- Rumoer, regia di Jan Doense (2011) – Cortometraggio
- Plan C, regia di Max Porcelijn (2012)
- Daglicht, regia di Diederik van Rooijen (2013)
- Smoorverliefd, regia di Hilde Van Mieghem (2013)
- A Perfect Man, regia di Kees Van Oostrum (2013)
- Armada - Sfida ai confini del mare (Michiel de Ruyter), regia di Roel Reiné (2015)
- Prey - La preda (Prooi), regia di Dick Maas (2016)

### Televisione
Film TV
- Twee Ogen uit Lemberg, regia di Gerrard Verhage (1996)
- De Malle Tennispet, regia di Anne van der Linden (1997)
- Meedingers, regia di Paula van der Oest (1998)
- Het glinsterend pantser, regia di Maarten Treurniet (1998)
- Het Spaanse paard, regia di Elbert van Strien (1999)
- De enclave, regia di Willem van de Sande Bakhuyzen (2002)

Serie TV
- Suite 215 – Episodio De dagen van Josephine (1991)
- Verhalen van de straat – Episodio Salto mortale (1993)
- Pleidooi – Episodi 3.8 e 3.29 (1995)
- Tijd van leven (1996)
- Bed & Breakfast – Episodi 1.1 e 1.7 (1997-1998)
- Baantjer – Episodio De Cock en de moord in de politiek (1998)
- Het jaar van de opvolging, regia di Frans Weisz (1998) – Miniserie
- De zeven deugden – Episodio Hoop: Meedingers (1999)
- De plantage – Episodio 26/09/1999 (1999)
- Abeltje (2000)
- De aanklacht – Episodio De zaak: Emily de Duveroy (2000)
- Goede daden bij daglicht – Episodio Hond (2000)
- All stars: De serie – Episodio Samen Is niet alleen (2001)
- Spangen (2001-2002)
- Ware liefde (2002)
- Hartslag – Episodio Overdruk (2003)
- Thuis – Episodi 1.1774 e 1.1827 (2005)
- Kees & Co. (2004-2006)
- Grijpstra & de Gier – Episodio One for the Road (2007)
- Flikken - Coppia in giallo – Episodio Una nota stonata (2007)
- Voetbalvrouwen (2007-2008)
- MPU - Missing Persons Unit – Episodio Rens (2008)
- We gaan nog niet naar huis (2008-2010)
- Walhalla – Episodio Mark is kunstenaar (2011)
- Rembrandt en ik (2011) – Miniserie
- Seinpost Den Haag (2011)
- De prooi (2013) – Miniserie
- Lord & Master – Episodio Rook (2014)
- Rechercheur Ria – Episodio Het raadsel van de goede buurt (2014)
- Moordvrouw – Episodio Oog om Oog (2015)
- De jacht – Episodi 1.5 e 1.6 (2016)
- Centraal Medisch Centrum (2016-2017)

## Riconoscimenti
- Film Festival dei Paesi Bassi
1992 – Candidatura per il miglior attore per De drie beste dingen in het leven
1994 – Candidatura per il miglior attore per De Flat
1998 – Candidatura per il miglior attore in film per la televisione per Meedingers
2000 – Miglior attore per Lek
2001 – Grolsch Film Boulevard
- Festival internazionale del cinema di Berlino
1998 – Shooting Stars Award

## Doppiatori italiani
Nelle versioni in italiano dei suoi film, Victor Löw è stato doppiato da:
- Enzo Avolio in Assolutamente famosi